# 鎌ヶ谷駅
鎌ヶ谷駅（かまがやえき）は、千葉県鎌ケ谷市道野辺中央二丁目にある、東武鉄道野田線（東武アーバンパークライン）の駅。駅番号はTD 31。

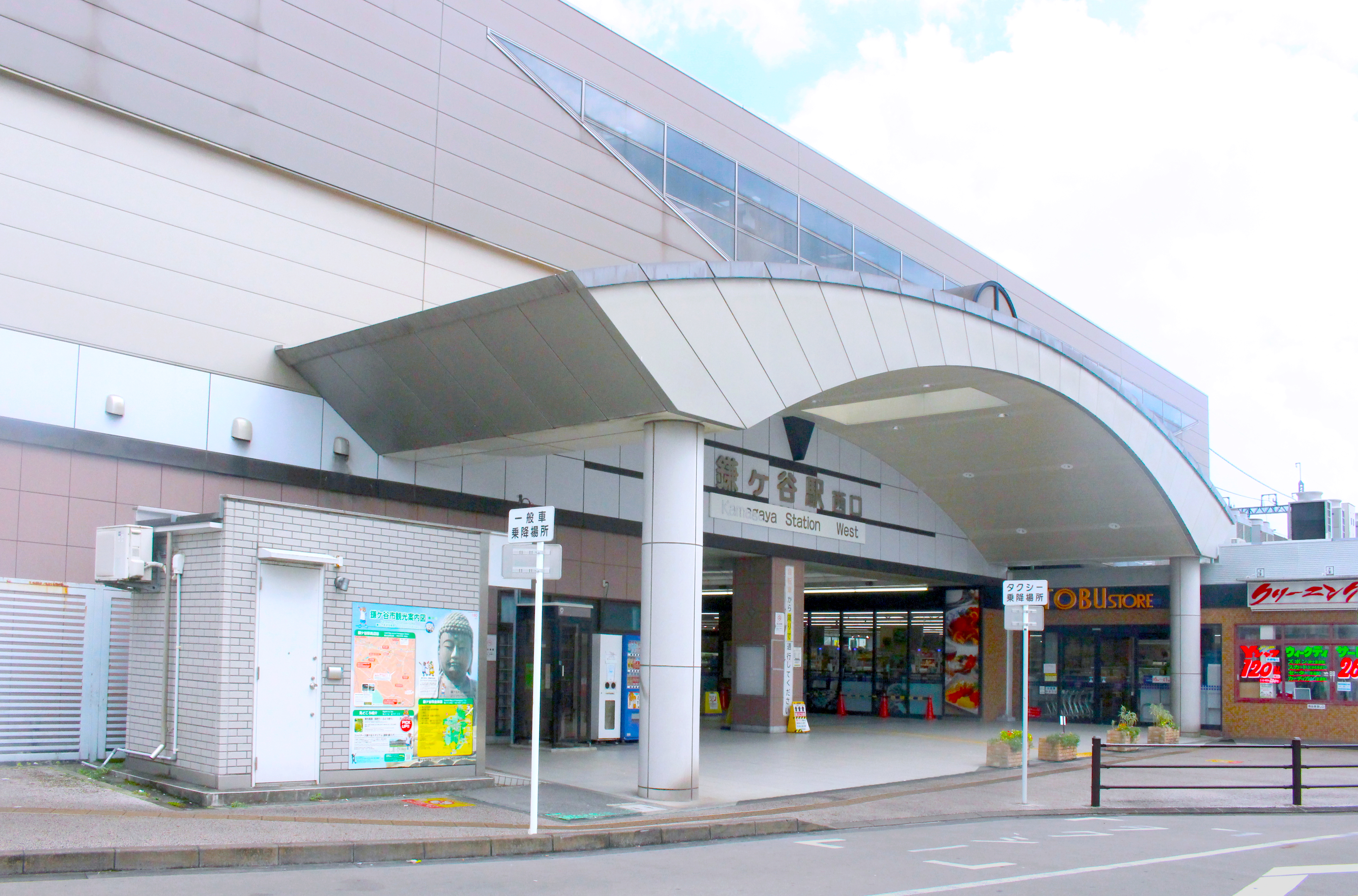
西口（2024年8月）

## 歴史
新鎌ヶ谷駅が1999年（平成11年）11月25日に開設される以前は、鎌ケ谷市内で唯一の野田線の駅であった。 

### 年表
- 1923年（大正12年）12月27日：北総鉄道船橋線の駅として開設[1]。
- 1929年（昭和4年）11月22日：北総鉄道が総武鉄道へ社名変更[2]
- 1944年（昭和19年）3月1日：陸上交通事業調整法に基づき、東武鉄道が総武鉄道を吸収合併、同社船橋線の駅となる[2]。
- 1948年（昭和23年）4月16日：船橋線が野田線へ編入、同線の駅となる。
- 2001年（平成13年）10月14日：高架駅舎完成。
- 2008年（平成20年）7月28日：発車メロディ導入。
- 2009年（平成21年）2月26日：発車メロディをファイターズタウンの地元に因んだ「ファイターズ讃歌」へ変更[3]。

## 駅構造
相対式ホーム2面2線を有する高架駅。馬込沢寄りに延伸スペースが確保されている。以前は地上駅で、上下線が共用する単線だった。2010年度（平成22年度）に駅構内の案内板はピクトグラムを用いたデザインに一新された。ホームにあった吊下式駅名標と路線図は撤去され、駅名標・路線図・所要時間と一体型になった自立式案内板が新設された他、発車標も新設された。2023年（令和5年）にトイレを改修した他、上下線ホームに固定式ホーム柵が設置された。

### のりば
| 番線 | 路線                     | 方向 | 行先     |
| ---- | ------------------------ | ---- | -------- |
| 1    | 東武アーバンパークライン | 上り | 柏方面   |
| 2    | 東武アーバンパークライン | 下り | 船橋方面 |

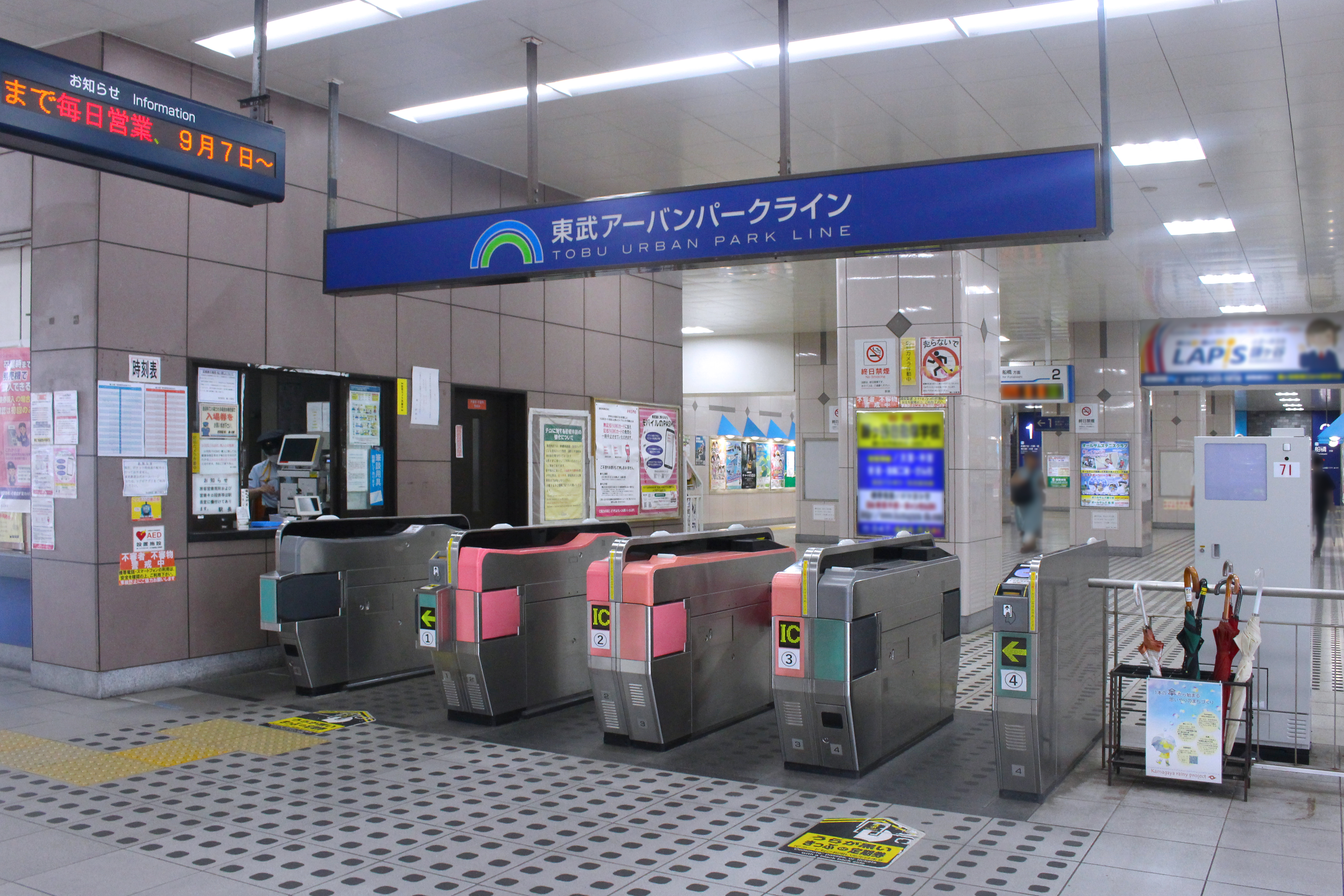
改札口（2024年8月）
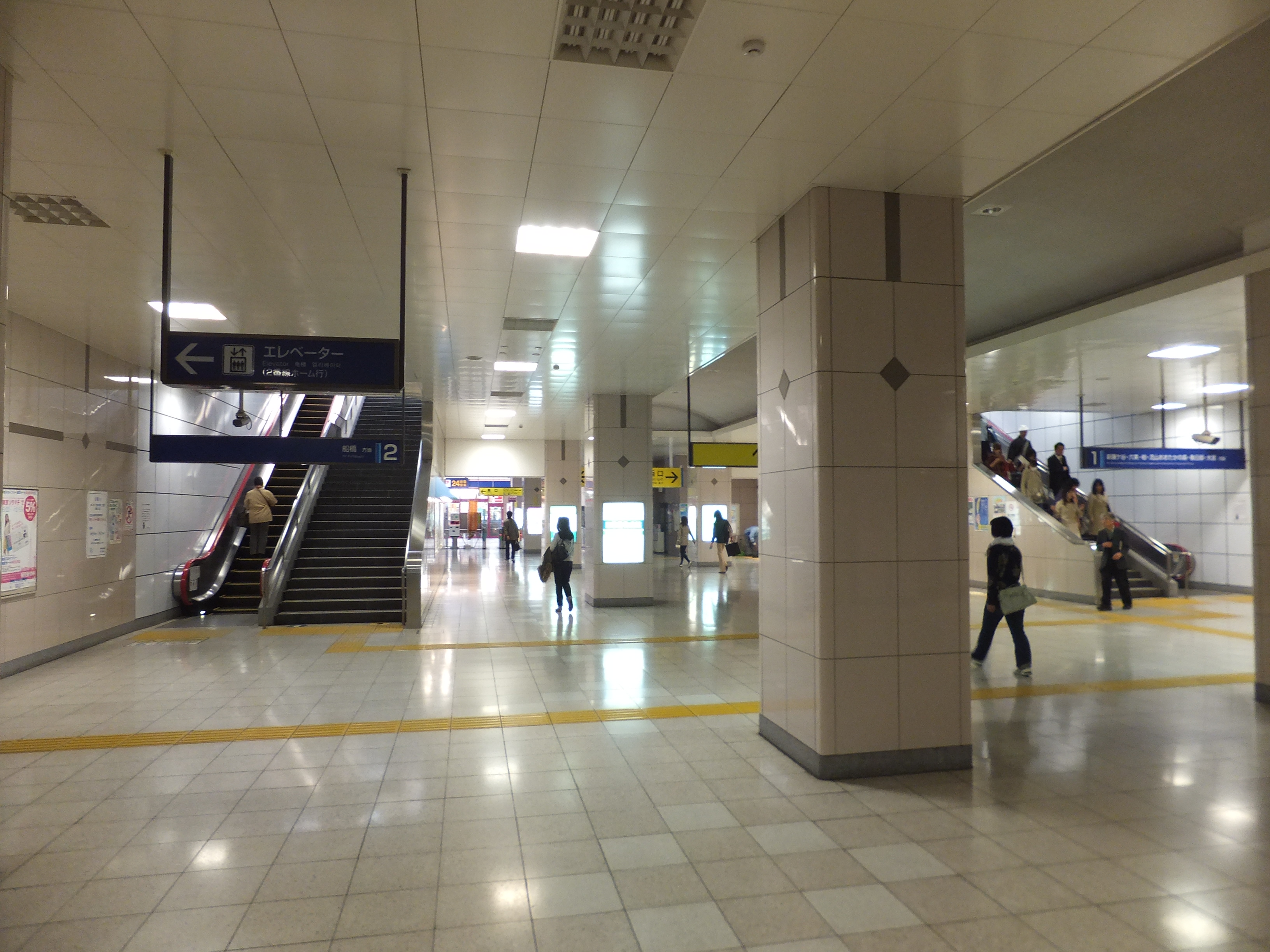
改札内コンコース（2012年4月）
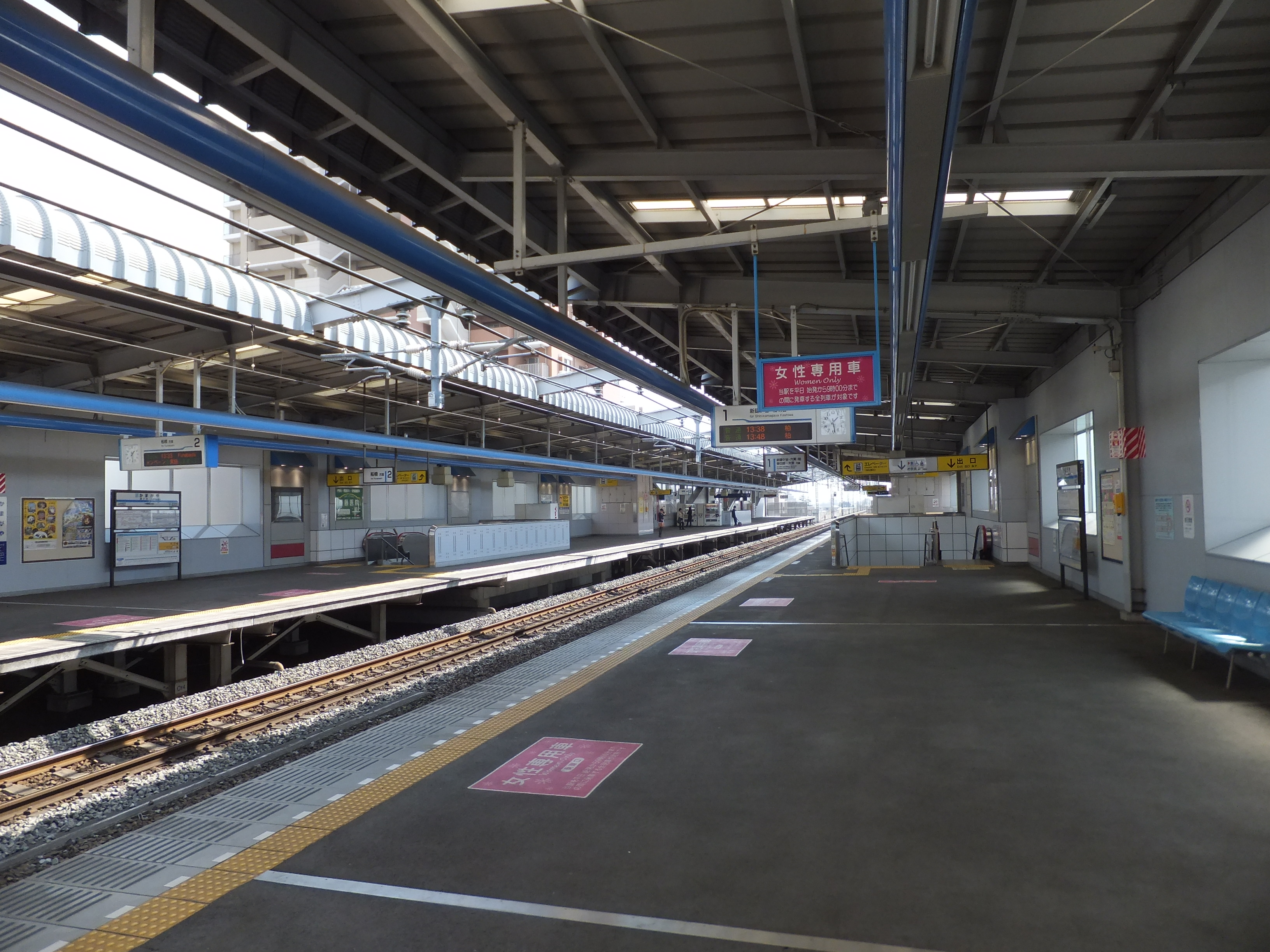
駅ホーム（2012年4月）

### 発車メロディ
発車メロディは2009年（平成21年）2月26日より北海道日本ハムファイターズや鎌ケ谷市との連携により、「ファイターズ讃歌」が使用されている。

## 利用状況
2024年度（令和6年度）の1日平均乗降人員は21,710人である。
近年の1日平均乗降・乗車人員の推移は以下の通り｡
| 年度               | 1日平均 乗降人員 | 1日平均 乗車人員 |
| ------------------ | ---------------- | ---------------- |
| 2001年（平成13年） |                  | 11,469           |
| 2002年（平成14年） |                  | 11,430           |
| 2003年（平成15年） |                  | 11,414           |
| 2004年（平成16年） |                  | 11,124           |
| 2005年（平成17年） | 22,501           | 11,137           |
| 2006年（平成18年） | 22,748           | 11,255           |
| 2007年（平成19年） | 22,909           | 11,387           |
| 2008年（平成20年） | 22,677           | 11,296           |
| 2009年（平成21年） | 22,448           | 11,204           |
| 2010年（平成22年） | 22,466           | 11,217           |
| 2011年（平成23年） | 21,932           | 10,968           |
| 2012年（平成24年） | 22,313           | 11,140           |
| 2013年（平成25年） | 22,591           | 11,287           |
| 2014年（平成26年） | 22,339           | 11,170           |
| 2015年（平成27年） | 22,760           | 11,380           |
| 2016年（平成28年） | 22,772           | 11,422           |
| 2017年（平成29年） | 22,898           | 11,481           |
| 2018年（平成30年） | 23,000           | 11,536           |
| 2019年（令和元年） | 22,828           | 11,447           |
| 2020年（令和02年） | 17,955           | 9,003            |
| 2021年（令和03年） | 19,130           | 9,585            |
| 2022年（令和04年） | 20,307           | 10,173           |
| 2023年（令和05年） | 21,065           |                  |
| 2024年（令和06年） | 21,710           | 10,875           |

## 駅周辺
古くからの市の中心駅であり、商店街が形成されている。鎌ケ谷市役所は隣駅の新鎌ヶ谷駅が最寄駅である。

### 改札前

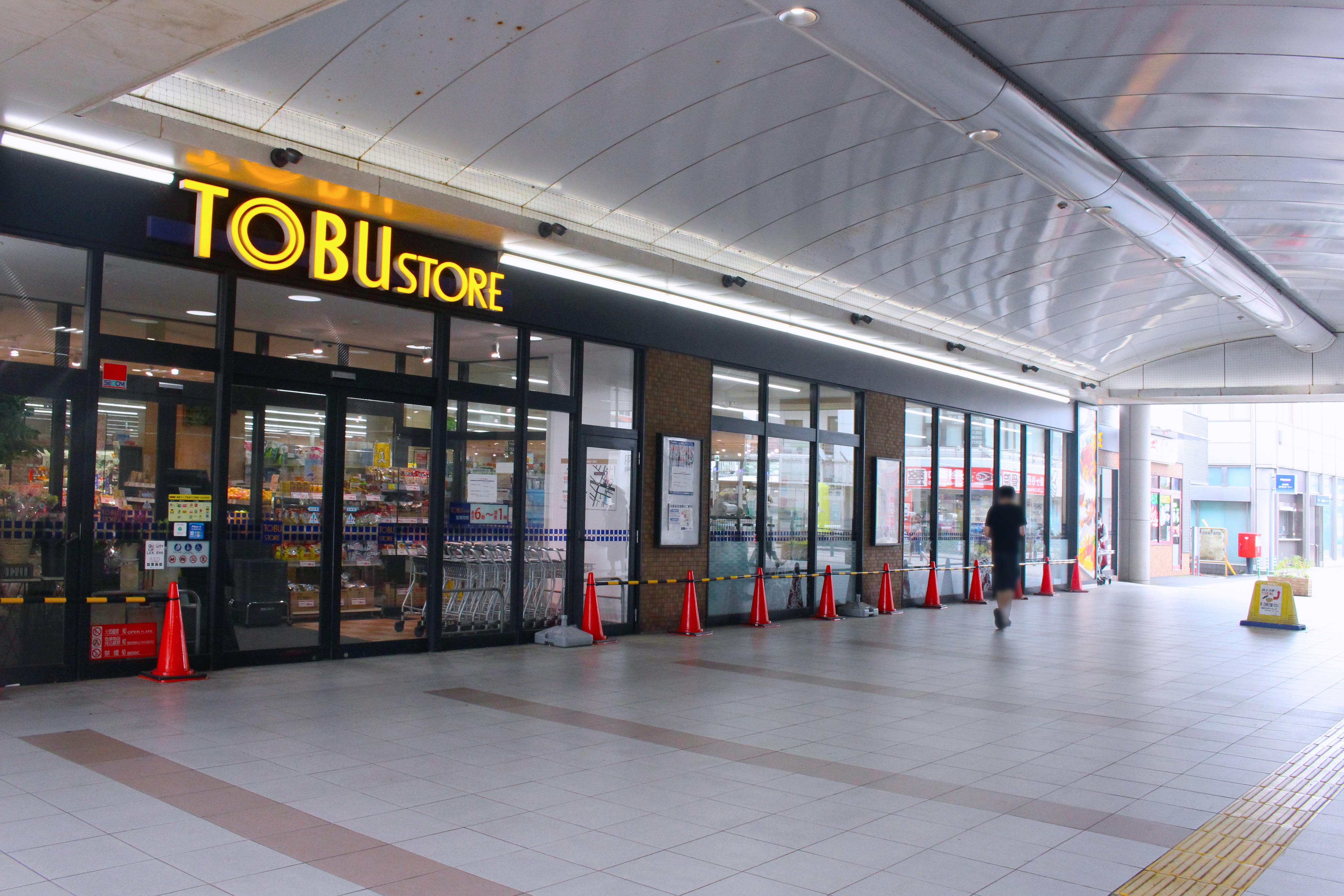
東武ストア鎌ケ谷店

- 東武ストア鎌ケ谷店

### 西口方面

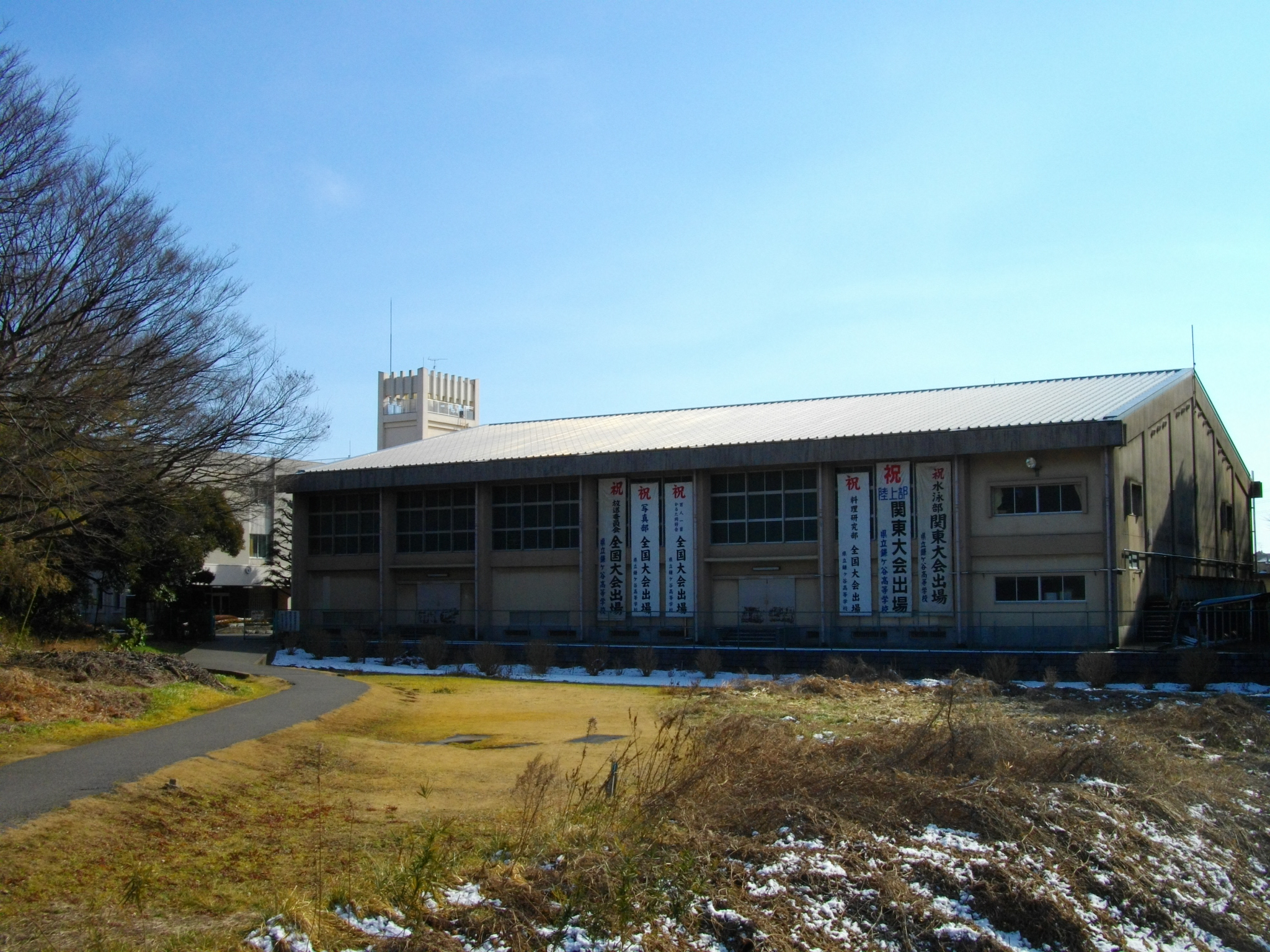
千葉県立鎌ケ谷高等学校

駅を出て直ぐにタクシーのりば（主にmyタクシーグループ）がある。
- ファイターズ鎌ケ谷スタジアム（徒歩約30分、試合開催日は東口よりシャトルバスが運行）
- 鎌ケ谷警察署 鎌ケ谷駅前交番
- 千葉県立鎌ケ谷高等学校（徒歩約12分）
- 鎌ケ谷市立中部小学校
- 鎌ケ谷駅前郵便局
- みずほ銀行 鎌ケ谷支店
- ベルク 鎌ケ谷富岡店
- 道野辺八幡宮
- UR住宅「パークサイド鎌ケ谷」（徒歩約13分）
- 鎌ヶ谷市民の森
  - 鎌ヶ谷市南部公民館
- 貝柄山公園
- 鎌ヶ谷カントリークラブ

### 東口方面

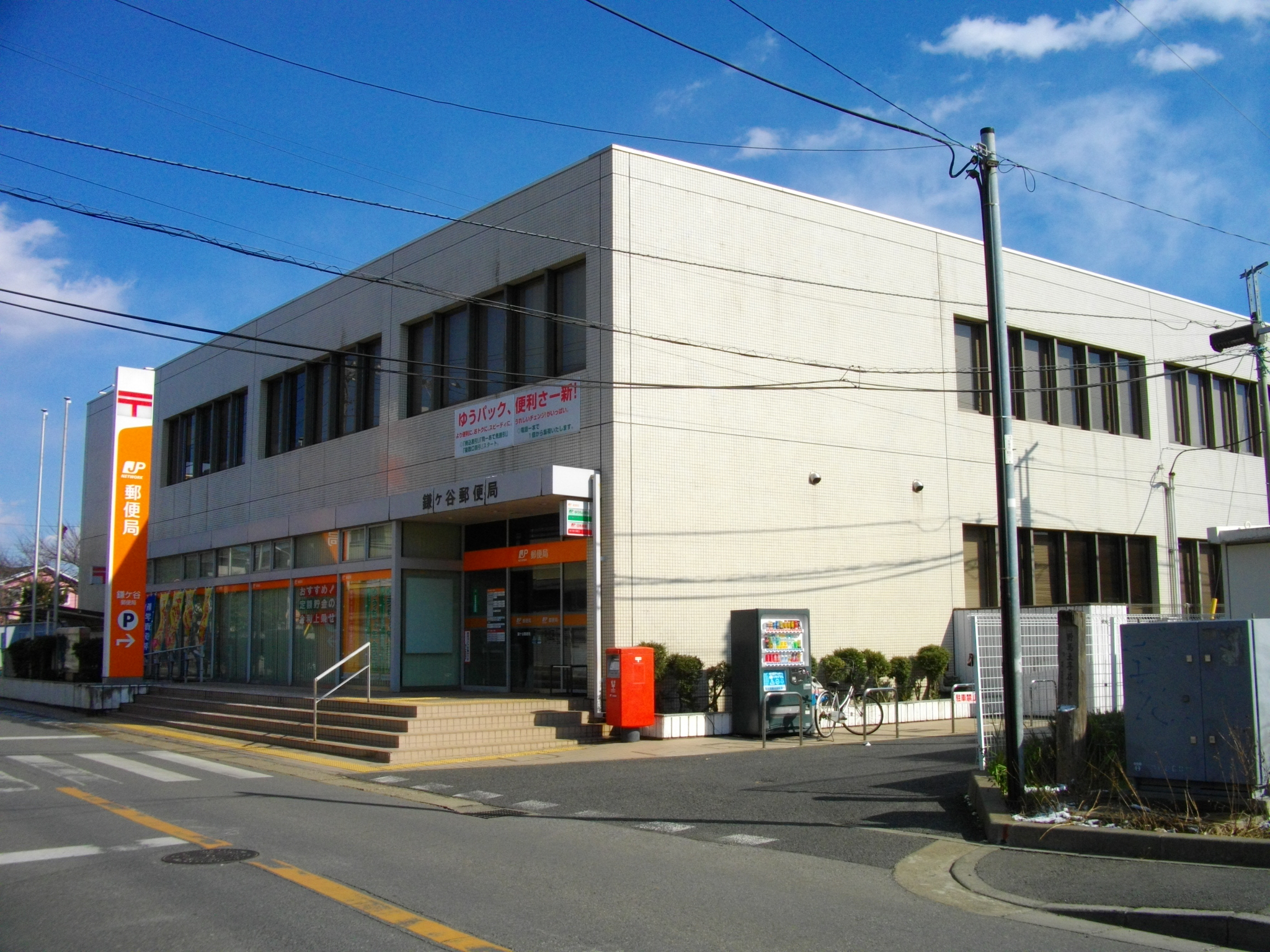
鎌ケ谷郵便局

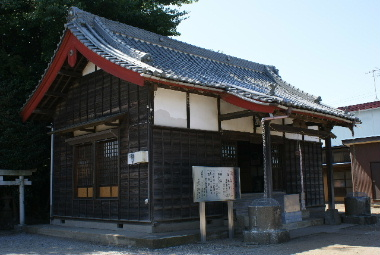
右京塚神社

東側には千葉県道8号船橋我孫子線・千葉県道57号千葉鎌ケ谷松戸線が走り、北側に約1キロメートル進むと京成電鉄初富駅があり、国道464号が通る。駅を出て直ぐにタクシーのりば（主に協進交通）がある。駅前にはマンションが林立する。
- 鎌ケ谷市立鎌ケ谷中学校
- 鎌ケ谷市立第二中学校
- 鎌ケ谷郵便局
- カーラシティ鎌ヶ谷
  - くすりの福太郎 鎌ケ谷駅前店
  - 森塾 鎌ケ谷校
- ショッピングプラザ鎌ヶ谷
  - ヨークフーズ 鎌ヶ谷店
- 生活協同組合コープみらい
- マルサングループ 鎌ヶ谷店サカイ
- マルエイ鎌ヶ谷大仏店
- ビッグ・エー 鎌ヶ谷丸山店
- ジェーソン 鎌ヶ谷店
- ダイソー・くすりの福太郎鎌ヶ谷店
- ケーヨーデイツー 鎌ヶ谷店
- 右京塚神社

## バス路線
バス乗り場は東口にある東武鎌ケ谷駅。
京成バス千葉ウエスト
- [東鎌01] パークサイド鎌ケ谷循環線

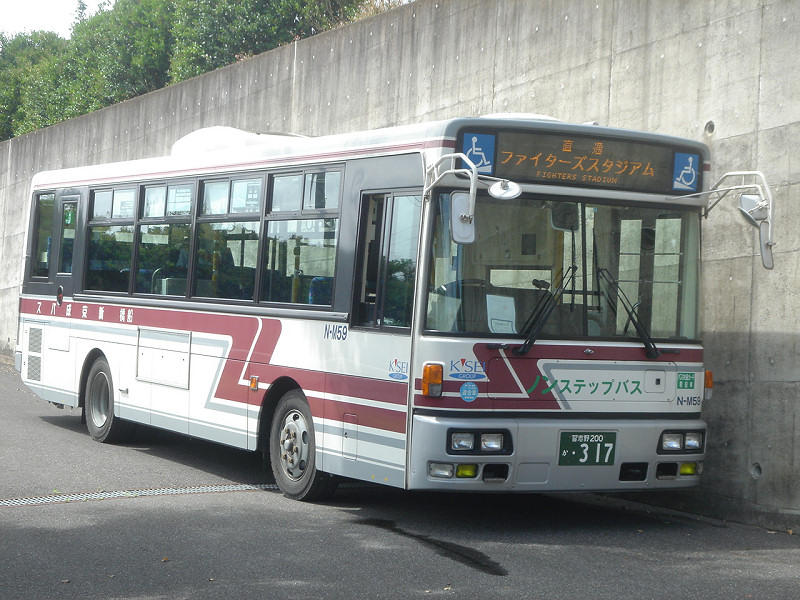
ファイターズ鎌ケ谷スタジアムへのシャトルバス

  - 運行経路：東武鎌ケ谷駅 → 貝柄山公園入口 → 12号棟前 → 東中沢2丁目 → 貝柄山公園入口 → 東武鎌ケ谷駅（循環運転）
- [船01] 初富駅入口・新鎌ケ谷駅経由 鎌ケ谷大仏行（平日深夜2本のみ）※バス停は千葉県道8号船橋我孫子線（船取線）沿いにある。

鎌ケ谷市コミュニティバス「ききょう号」
- ききょう南線（京成バス千葉ウエスト受託）：鎌ケ谷大仏駅 - 商工会館 - 東部小学校入口 - 南鎌ケ谷 - 東武鎌ケ谷駅 - 鎌ケ谷市役所 - 鎌ケ谷総合病院 - 新鎌ケ谷駅
  - 運行日：全便月 - 金のみ（12月29日 - 翌年1月3日は運休：ただし、年末年始を除く月 - 金の祝日は運行）
  - 東武鎌ケ谷駅・新鎌ケ谷駅・鎌ケ谷総合病院・鎌ケ谷市役所の各停留所で他の「ききょう号」に乗継可能。
- ききょう西線（鎌ヶ谷観光バス受託）：東武鎌ケ谷駅 - グリーンハイツ - ファイターズタウン - 東武鎌ケ谷駅 - 北初富駅 - くぬぎ山コミュニティセンター - 新鎌ケ谷駅 - 鎌ケ谷市役所
  - 運行日：全便月 - 金のみ（12月29日 - 翌年1月3日は運休：ただし、年末年始を除く月 - 金の祝日は運行）
  - 東武鎌ケ谷駅・新鎌ケ谷駅・鎌ケ谷総合病院・鎌ケ谷市役所の各停留所で他の「ききょう号」に乗継可能。

## 隣の駅
東武鉄道
 東武アーバンパークライン
■急行
通過
■普通
新鎌ヶ谷駅 (TD 30) - 鎌ヶ谷駅 (TD 31) - 馬込沢駅 (TD 32)